# Järvsö distrikt
Järvsö distrikt är ett distrikt i Ljusdals kommun och Gävleborgs län. Distriktet ligger omkring Järvsö i mellersta Hälsingland. 

## Tidigare administrativ tillhörighet
Distriktet inrättades 2016 och utgörs av Järvsö socken i Ljusdals kommun.
Området motsvarar den omfattning Järvsö församling hade 1999/2000.

## Tätorter och småorter
I Järvsö distrikt finns en tätort och nio småorter.

### Tätorter
- Järvsö

### Småorter
- Boda
- Bondarv
- Föränge
- Kåsjö
- Myra
- Nor
- Nybo
- Skästra
- Väster-Skästra